# Phytomyza subaquilegiana
Phytomyza subaquilegiana este o specie de muște din genul Phytomyza, familia Agromyzidae, descrisă de Zlobin în anul 1997. Conform Catalogue of Life specia Phytomyza subaquilegiana nu are subspecii cunoscute.